# 3757 (1982 XB)
3757 (1982 XB) је Амор астероид. Приближан пречник астероида је 0,5 ,
а средња удаљеност астероида од Сунца износи 1,835 астрономских јединица (АЈ).
Инклинација (нагиб) орбите у односу на раван еклиптике је 3,868 степени, а орбитални период износи 907,942 дана (2,485 године). Ексцентрицитет орбите астероида износи 0,445.
Апсолутна магнитуда астероида износи 18,95 а геометријски албедо 0,18.
Астероид је откривен 14. децембра 1982. године.